# Калиновский экспериментальный завод по фракционированию масел и жиров
Калиновский экспериментальный завод по фракционированию масел и жиров — предприятие пищевой промышленности в городе Калиновка Калиновского района Винницкой области Украины.

## История
Строительство линии Киев-Одесса и начало в 1871 году движения поездов способствовали развитию промышленности в местечке Калиновка Винницкого уезда Подольской губернии, через которое прошла железная дорога.
Уже в конце XIX века здесь действовал винокуренный завод.
После начала Первой мировой войны летом 1914 года положение предприятия осложнилось (в связи с введением в Российской империи ограничений на производство этилового спирта и запрета на торговлю спиртными напитками.

### 1918—1991
В начале марта 1918 года Калиновку заняли наступающие австро-немецкие войска (которые оставались здесь до ноября 1918 года), в дальнейшем поселение оказалось в зоне боевых действий гражданской войны. 20 июня 1920 года части 14-й армии РККА освободили Калиновку, началось восстановление спиртзавода (оборудование которого к этому времени было выведено из строя и не функционировало)
В 1922 году восстановленный спиртовой завод дал первую продукцию — 600 декалитров спирта.
После того, как в 1923 году Калиновка стала районным центром, развитие промышленности активизировалось. В ходе индустриализации СССР спиртзавод был расширен — и после завершения реконструкции в 1930х годах его мощность в 15 раз превысила дореволюционную. В начале 1941 года он производил 2 тыс. литров спирта-сырца в сутки.
После начала Великой Отечественной войны 22 июля 1941 года Калиновка была оккупирована немецкими войсками. С приближением к посёлку линии фронта в марте 1944 года все промышленные предприятия посёлка (в том числе, спиртзавод) были разрушены, но после окончания боевых действий началось их восстановление (которое продолжалось и после войны в соответствии с четвёртым пятилетним планом восстановления и развития народного хозяйства СССР).
В 1948 году завод восстановил предвоенный объём производства (2500 декалитров спирта в сутки), а к концу 1958 году мощность завода была увеличена до 6 тыс. декалитров спирта в сутки.
В 1960е годы завод был оснащён новым технологическим оборудованием и перешёл на производство спирта-ректификата, в эксплуатацию были введены два новых цеха (дрожжевой и углекислотный).
По состоянию на начало 1972 года, спиртзавод был вторым крупнейшим предприятием Калиновки (после машиностроительного завода).
В целом, в советское время завод входил в число крупнейших предприятий города.

### После 1991
После создания в июне 1996 года государственного концерна спиртовой и ликёро-водочной промышленности «Укрспирт», завод был передан в ведение концерна «Укрспирт».
В январе 2000 года Кабинет министров Украины разрешил заводу производство компонентов для моторного топлива, в июле 2000 года была утверждена государственная программа «Этанол», предусматривавшая расширения использования этилового спирта в качестве энергоносителя, вместе с другими государственными спиртзаводами завод был включён в перечень исполнителей этой программы.
В 2003 году завод остановил производственную деятельность и по иску коммерческого банка «Эталон» в отношении предприятия было возбуждено дело о банкротстве.
В августе 2010 года по решению министерства аграрной политики Украины часть производственного оборудования завода была демонтирована и передана на Овечацкий спиртовой завод
22 августа 2018 года на заводе имел место пожар.